# 김광석 (무술가)
해범(海帆) 김광석(金光錫)
(1936 ~ 2018)
전) 사단법인 대한십팔기협회 총재.
일제 말기(1936)에 한국도가의 중시조인 북창 정염선생의 용호비결을 바탕으로 이어져내려온 도가문중에서 태어나 지리산 골짜기 문암(門岩: 장흥군 위치면, 화순군 도암면, 나주군 다도면의 경계 지역)으로 들어가 자랐으며, 6.25 피난시절 부산에서 문중어른인 오공(晤空) 윤명덕(尹明德) 선생을 만나 십팔기를 익혔다.
```
1970년 10월 3일. 서울역 옆 동자동에 십팔기 첫 도장 개원하였으며, 대한민국 최초의 십팔기 도장으로서 ‘십팔기’간판을 사용하였다.
```

```
1977년. 십팔기의 보전을 위해 대한십팔기협회 설립하고 1981년 문교부에 사회단체를 등록하였다.
```

```
1986년. 서울 신촌역 신촌로터리 부근에 한국무예원을 개원 설립하였다.
```

```
1987년. 한국무예원 부설 동양무예연구소 설립하고 『소림간가권』(1988) 『중국도가(화산파) 비전 양생장수술』(1989)을 번역 출간하였다.
```

```
1987년. 민속학자이자 문화재 전문위원인 심우성 선생과 함께 우리나라 최초의 『무예도보통지 실기해제』 출간하고 그해 12월 22~23일 서울 대학로 ‘바탕골예술관’에서 출간 기념 ‘해범 김광석 한국무예’ 발표회를 하였다.
```

```
1988년 한국전통무예십팔기 전국대학생엽합 동아리 연합회가 결성되고 해범 선생의 가르침하에 1988년부터 매년 정기적으로 한국전통무예십팔기 전국대학생연합 동아리 발표회를 하였다. 
```

```
1992년. 무예도보통지 중 권법부분 해제와 도가문중에서 내려오는 비결서인 용호비결(북창 정염선생저), 그 외 구전심수로 내려온 무예이론들을 바탕으로 『권법요결』을 출간하였다.
```

```
1995년. 무예도보통지 중 도와 검 부분의 실기와 이론들을 해제하여 『본국검』을 출간하였다.
```

```
2002년. 무예도보통지 중 봉과 창부분의 실기와 이론들을 해제하여 『조선창봉교정』 출간하고 그해 10월 3일 경복궁에서 『조선창봉교정』 출간기념 발표회를 하였다.
```

```
2008년 국제십팔기연맹 (유럽/미국/중동지부) 설립하였다.  
```

(사)대한십팔기협회(大韓十八技協會)
십팔기보존회
참고    신승대의 무예이야기
       [./Https://www.segye.com/newsView/20100406003520 https://www.segye.com/newsView/20100406003520] 박정진의 무맥 한국 현대 무예의 지형도 1
       [./Https://www.segye.com/newsView/20100420003985   https://www.segye.com/newsView/20100420003985] 박정진의 무맥 한국 현대 무예의 지형도 2